# 한석종
한석종(韓石種, 1992년 7월 19일 ~ )은 대한민국의 축구 선수이며 포지션은 미드필더이다. 현재 경남 FC 에서 활약하고 있다.